# Танганьїка (провінція)
Танганьїка (фр. Tanganyika) - одна з 26 провінцій Демократичної Республіки Конго. Адміністративний центр - місто Калеміє. Розташована на південному сході країни. 

## Географія
Провінція обмежена зі сходу озером Танганьїка. Технічно вона розташована на кордоні з Танзанією і Замбією. Адміністративний центр Калеміє також знаходиться на озері.

## Історія
Територія, на якій утворена провінція, входила до 1960 року до складу Бельгійського Конго. Територія Катанги, і, зокрема, округу Танганьїка, винятково багата корисними копалинами. Після надання незалежності Конго на цих територіях утворилася незалежна Катанга. У 1961 році тут відбулося повстання народу луба проти цієї держави. У 1961 році Танганьїка була знову завойована державою Катанга, і в тому ж році - центральним урядом Кіншаси. З 11 липня 1962 по 28 грудня 1966 року сучасна Танганьїка була самостійною провінцією Північна Катанга, але потім уряд Мобуту включив її до складу провінції Катанга.

## Адміністративний поділ
- Кабало (Kabalo)
- Калеміє (Kalemie)
- Конголо (Kongolo)
- Маноно (Manono)
- Моба (Moba)
- Нюнзу (Nyunzu)